# Rocquigny-la-Hardoye
Rocquigny-la-Hardoye est une ancienne et éphémère commune française, située dans le département des Ardennes en région Grand Est.
La commune a existé quatre mois, du 29 décembre 1973 au 1er mai 1974.

## Géographie
La commune avait une superficie de 23,65 km2

## Histoire
Par arrêté préfectoral du 20 décembre 1973, la commune de La Hardoye et Roquigny fusionne, le 29 décembre 1973, pour former la commune de Rocquigny-la-Hardoye, sous la forme d'une fusion-association. Rocquigny est le chef-lieu de la commune et de La Hardoye a le statut de commune associée.
Par arrêté préfectoral du 22 avril 1974, la commune de Rocquigny-la-Hardoye fusionne le 1er mai 1974 avec la commune de Mainbresson et de Mainbressy, sous la forme d'une fusion-association. La commune reprend le nom de Rocquigny après la fusion-association de La Hardoye.

## Administration
| Période                                  | Période | Identité | Étiquette | Qualité |
| ---------------------------------------- | ------- | -------- | --------- | ------- |
| Les données manquantes sont à compléter. |         |          |           |         |
|                                          |         |          |           |         |

## Démographie
| 1968 |
| ---- |
| 645  |